# Fritz Kreisler

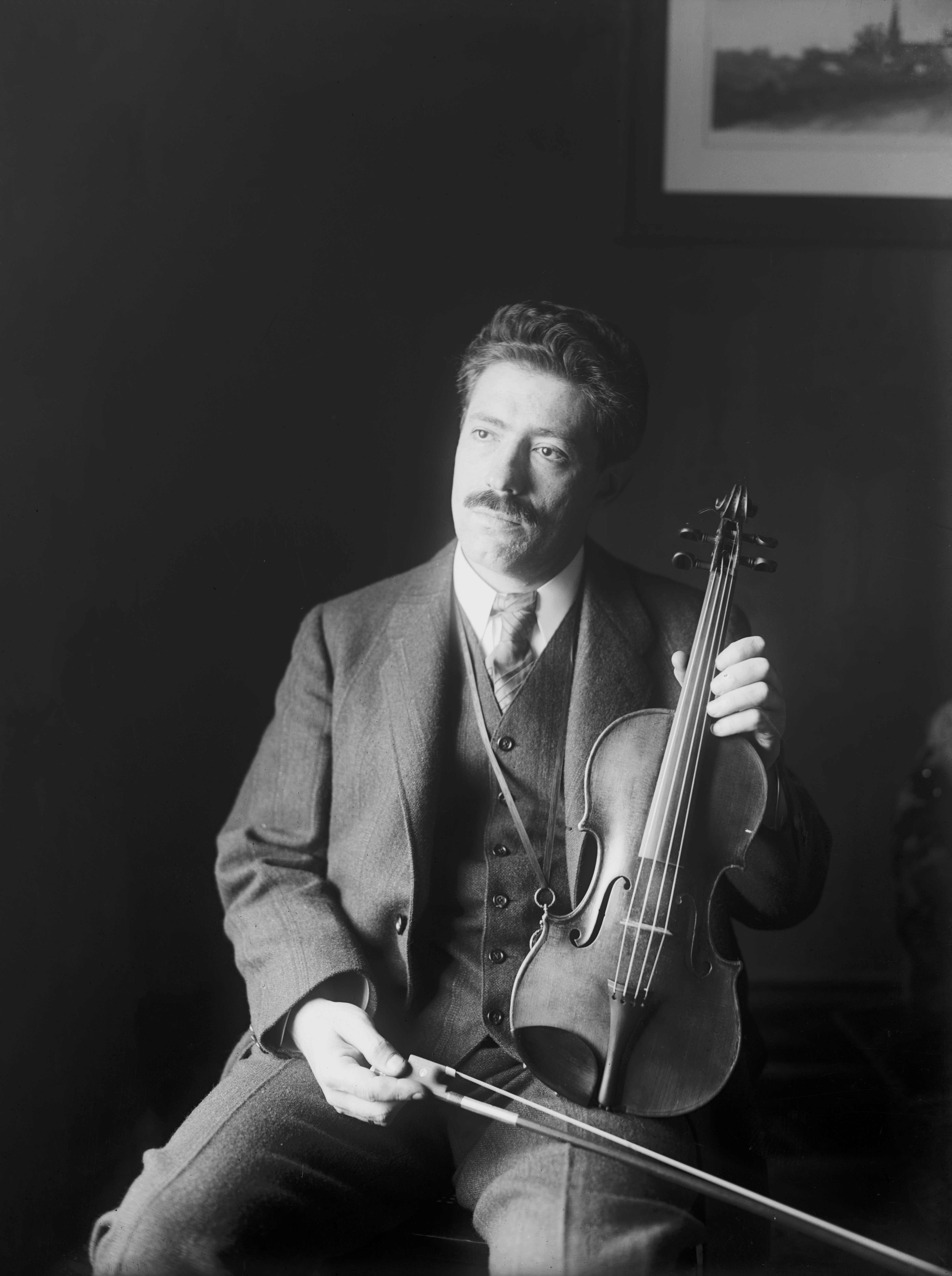
Fritz Kreisler

Fritz Kreisler (Wenen, 2 februari 1875 - 29 januari 1962) was een Oostenrijks violist en componist.
Kreisler werd geboren in Wenen waar hij ook muziek studeerde; hij vervolgde zijn studie in Parijs. Léo Delibes was een van zijn leermeesters. Kreisler begon zijn carrière met een tour door Amerika, en solliciteerde bij terugkeer naar een positie bij de Wiener Philharmoniker. Daar werd hij echter afgewezen, waarna hij een tijdlang medicijnen en schilderkunst studeerde en ook enige tijd in militaire dienst was. In 1899 gaf hij een concert met de Berliner Philharmoniker, waarmee hij naam maakte. Daarna hield hij een succesvolle tournee door Amerika. In 1910 speelde hij de première van het vioolconcert van Edward Elgar, dat aan hem opgedragen was.
Kreisler diende kortstondig tijdens de Eerste Wereldoorlog in het Oostenrijkse leger, maar hij kon dat na een verwonding verlaten. Gedurende de laatste jaren van de oorlog verbleef hij in Amerika. Daarna had hij optredens over de hele wereld. Vanaf 1924 woonde hij in Berlijn. In 1926 trad hij op in het Gebouw voor K & W in Den Haag in aanwezigheid van koningin Wilhelmina, prins Hendrik en koningin-moeder Emma. In 1938 verhuisde hij naar Parijs, om bij het uitbreken van de Tweede Wereldoorlog in 1939 van de Verenigde Staten zijn domicilie te maken. In 1943 werd hij Amerikaans staatsburger. Zijn laatste concert gaf hij in 1947. Hij overleed in 1962 in New York.
Kreisler schreef diverse muziekstukken voor de viool - vooral in het begin waren dat stukken in de stijl van eerdere componisten als Gaetano Pugnani en Giuseppe Tartini. In 1935 bekende hij dat hij de componist van deze stukken was. De kritiek deed hij af met de woorden dat "de naam van de componist verandert, maar de kwaliteit van de muziek is er niet minder om".
Kreisler schreef operettes,  een strijkkwartet en cadenzen voor verschillende vioolconcerten. Kreisler was de laatste violist in de traditie van Paganini, die de wereld rondtrok om zijn eigen werk ten gehore te brengen. Zijn bekendste composities zijn drie salonstukjes uit 1905: de Alt-Wiener Tanzweisen voor viool en piano, getiteld Liebesfreud, Liebesleid en Schön Rosmarin.

## Anekdote
- Toen Kreisler bij een uitvoering van Griegs 3e sonate voor viool en piano de draad kwijt was, fluisterde hij Sergej Rachmaninov toe (die hem op de piano begeleidde): "Waar zijn we?" Zonder een noot te missen antwoordde Rachmaninov: "in Carnegie Hall!"[bron?]